# Eupithecia ebriosa
Eupithecia ebriosa es una especie de polilla de la familia Geometridae. La especie fue descrita por primera vez por András Mátyás Vojnits habiendo sido descrita en 1979, con distribución en Asia. El holotipo de la especie fue descrita en Kuling, China, a una altitud de 1100 metros (3608,9 pies).